# 27. siječnja
27. siječnja (27. 1.) 27. je dan godine po gregorijanskom kalendaru.
Do kraja godine ima još 338 dana (339 u prijestupnoj godini).

## Događaji
- 1416. – Dubrovačka Republika zabranila trgovinu robljem na svom području.
- 1888. – Osnovan je National Geographic Society, izdavač časopisa National Geographic.
- 1924. – Predsjednik Vlade Nikola Pašić i ministar vanjskih poslova Momčilo Ninčić sa strane Kraljevine SHS i predsjednik Vlade Benito Mussolini sa strane Kraljevine Italije potpisali Rimske ugovore, kojima je Rijeka predana Italiji i materijalizirana D'Annunzijeva talijanska okupacija.
- 1945. – Sovjetska Crvena armija ušla u Auschwitz-Birkenau u Poljskoj gdje pronalazi sabirni logor u kojem je ubijeno preko milijun ljudi. Tada oslobođeno 7.500 zatvorenika koji su uspjeli preživjeti strahote tog logora.
- 1951. – Započela su nuklearna testiranja na Nevada Test Siteu s bombom od jedne kilotone bačenom na Frenchman Flats.
- 1967. – U svemirskoj letjelici Apollo 1, koju je uništio požar u Svemirskom centru Kennedy, poginuli su astronauti Gus Grissom, Edward White i Roger Chaffee.
- 1973. – Potpisan je Pariški mirovni sporazum kako bi se završio Vijetnamski rat.
- 2008. – Charles, princ od Walesa postao najdugovječnijim nasljednikom trona u britanskoj povijesti. Titulu prijestolonasljednika dobio je na današnji dan 1969. godine.

| - 1242. – Margareta Ugarska, mađarska svetica († 1270.) - 1750. – Josip Voltić, hrvatski jezikoslovac i leksikograf koji je 1803. u Beču objavio „Ričoslovnik“, trojezični hrvatsko-talijansko-njemački rječnik († 1825.) - 1756. – Wolfgang Amadeus Mozart, austrijski skladatelj, majstor klasicizma i autor opera "Don Giovanni" i "Figarov pir" († 1791.) - 1814. – Eugène Viollet-le-Duc, francuski arhitekt († 1879.) - 1832. – Lewis Carroll, engleski književnik († 1898.) - 1879. – Josip Kosor, hrvatski književnik († 1961.) - 1909. – Pavao Ivakić, hrvatski svećenik († 1945.) - 1910. – Fred Reinfeld, američki šahist († 1964.) - 1913. – Jozo Matošić, hrvatski nogometaš - 1928. – Vladimir Stipetić, hrvatski ekonomist i akademik - 1946. – Andrija Hebrang, hrvatski političar i liječnik - 1954. – Marinko Rokvić, bosanskohercegovački i srbijanski pjevač († 2021.) - 1958. – Krešimir Blažević, hrvatski glazbenik († 2007.) - 1960. – Ante Čedo Martinić, hrvatski glumac - 1964. – Bridget Fonda, glumica - 1966. – Hrvoje Kovačević, hrvatski književnik - 1978. – Dalibor Petko, hrvatski televizijski i radijski voditelj | - 1556. – Humajun, mogulski car (* 1508.) - 1814. – Johann Gottlieb Fichte, njemački filozof (* 1762.) - 1901. – Giuseppe Verdi, talijanski skladatelj (* 1813.) - 1916. – Ferdo Becić, hrvatski književnik (* 1844.) - 1919. – Endre Ady, mađarski pjesnik (* 1877.) - 1940. – Isak Babel, ruski književnik (* 1894.) - 1972. – Mahalia Jackson, američka crnačka gospel pjevačica (* 1911.) - 1992. – Ivica Čuljak, hrvatski punk pjevač (* 1960.) - 2008. – Suharto, indonezijski predsjednik (* 1921.) - 2019. – Robert Budak, hrvatski kazališni, televizijski i filmski glumac (* 1992.) |

## Blagdani i spomendani
- Svjetski dan vjerske slobode
- Međunarodni dan sjećanja na holokaust
- Međunarodni dan pismenosti
- Angela (Anđela) Merici

## Imendani
- Anđelka
- Julijan
- Pribislav